# Ringo il texano
Ringo il texano (The Texican) è un film del 1966, diretto da Lesley Selander.